# Chiesa di Santa Maria in Betlem
La chiesa di Santa Maria in Betlem, fondata intorno al 1130, sorge nel caratteristico quartiere del Borgo di Pavia, sull'altra riva del fiume rispetto al centro della città. Presso la chiesa sorgeva un ospedale per la cura dei pellegrini e degli infermi.

## Storia
Il nome della chiesa, Santa Maria in Betlem, deriva dal fatto che l'asse viario del Borgo Ticino era la direttrice per i pellegrini diretti in Terra Santa, sia per la dipendenza (contrastata dal vescovo di Pavia) della chiesa al vescovo di Betlemme. L’attuale chiesa, risalente alla fine del XII secolo, sorge sull'area di un precedente edificio di età carolingia, i cui resti (ai quali si accede tramite una botola nel pavimento) furono scoperti in occasione del restauro del 1952.
Presso la chiesa sorgeva l'Ospedale d'Oltreticino, di presunta fondazione in epoca longobarda, il quale ospitava pellegrini, infermi e poveri.
I primi documenti che menzionano la chiesa e l'ospedale risalgono al 1130. Nel 1383 l'ospedale di Santa Maria in Betlem fu accorpato al vicino ospedale di Sant'Antonio Abate. L'ospedale fu quindi legato al convento ed alla chiesa di Sant'Antonio, che fu soppresso nel 1808 e demolito; della struttura si conservano ora solo, sul fianco destro della chiesa, il portico secentesco.
Dal 1383, quindi, l'ospedale, coerente alla chiesa, fu affidato ai frati antoniani di Vienne in Francia. La parrocchia risultata elencata negli estimi del 1250 quelle di Porta Ponte ed è menzionata nella visita pastorale effettuata da Amicus de Fossulanis nel 1460 e in quella di Angelo Peruzzi nel 1576, nella quale contava 900 anime da comunione. Nel 1769 il suo clero era formato da due sacerdoti, poi diminuiti a un sacerdote e due coadiutori nel 1845, mentre il numero dei parrocchiani passò da 1.305 nel 1780, a 1.370 nel 1807, per poi salire a 1.650 nel 1845 e 2.056 nel 1877. Dalla visita pastorale effettuata dal vescovo Agostino Gaetano Riboldi nel 1898 siamo informati che presso la parrocchia erano operative la confraternita del Santissimo Sacramento, la confraternita del Santo Rosario, la pia unione della Sacra Famiglia, la pia unione delle Figlie di Maria, la compagnia di San Luigi Gonzaga.
L'interno dell'edificio attuale, tardo romanico, ha subito nel 1735-39 pesanti rimaneggiamenti che non sono intervenuti direttamente sull'impianto della chiesa, ma l'hanno ricoperta con una mascheratura barocca. Gran parte di questi rimaneggiamenti barocchi furono eliminati durante i restauri del 1952.

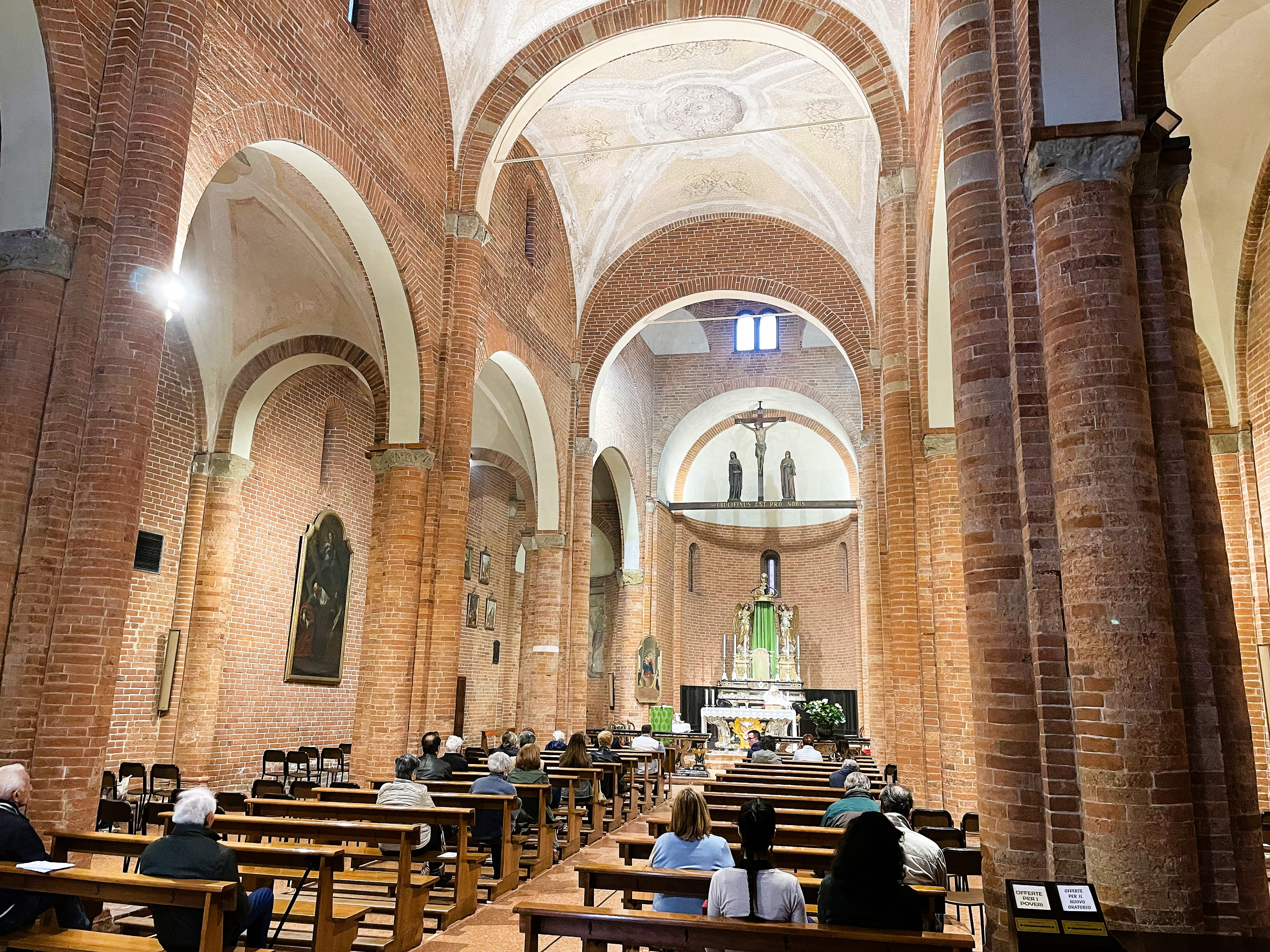
L’interno.
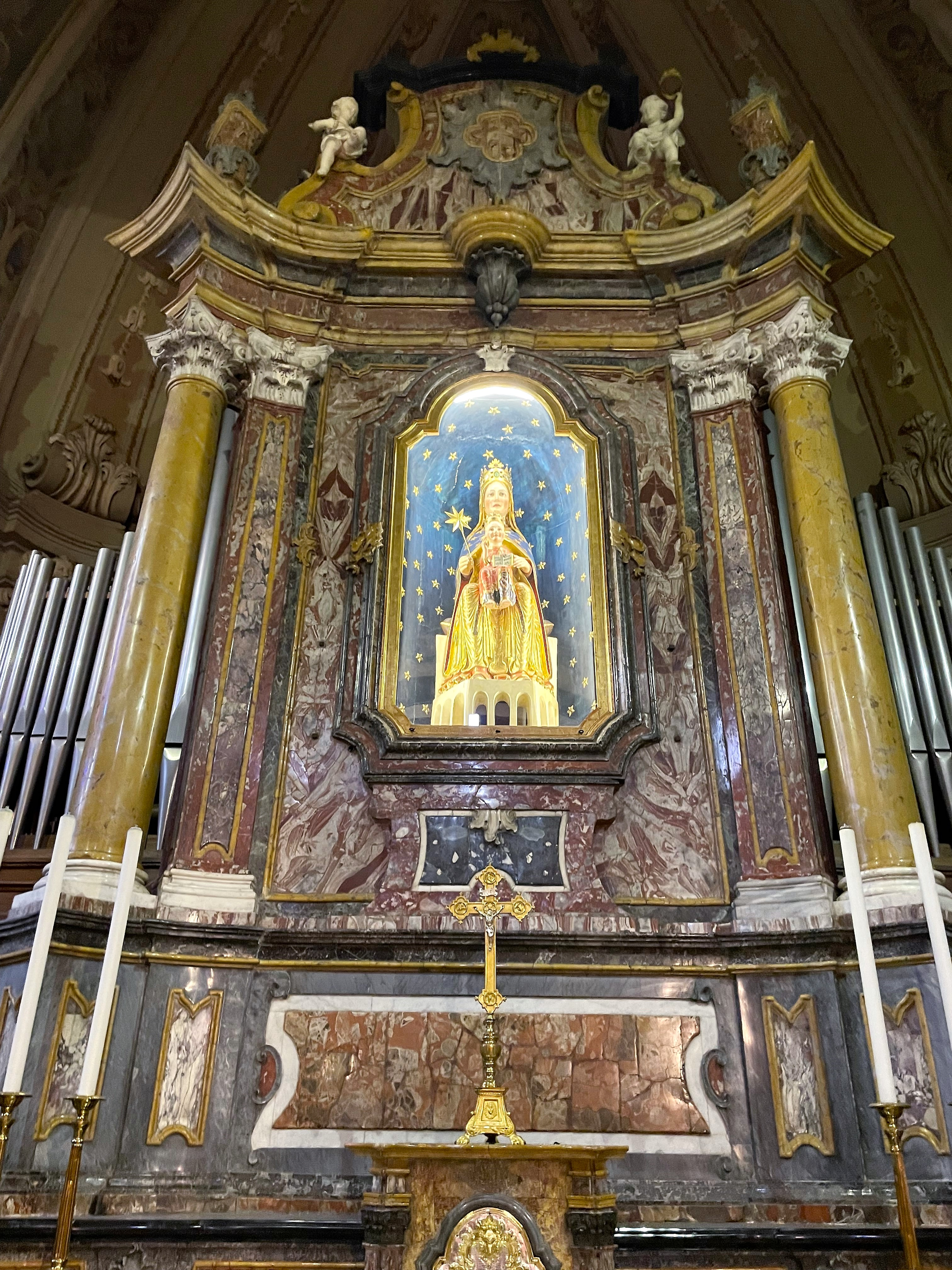
La Madonna della Stella, statua lignea dipinta opera di un anonimo artista francese del XIII secolo.
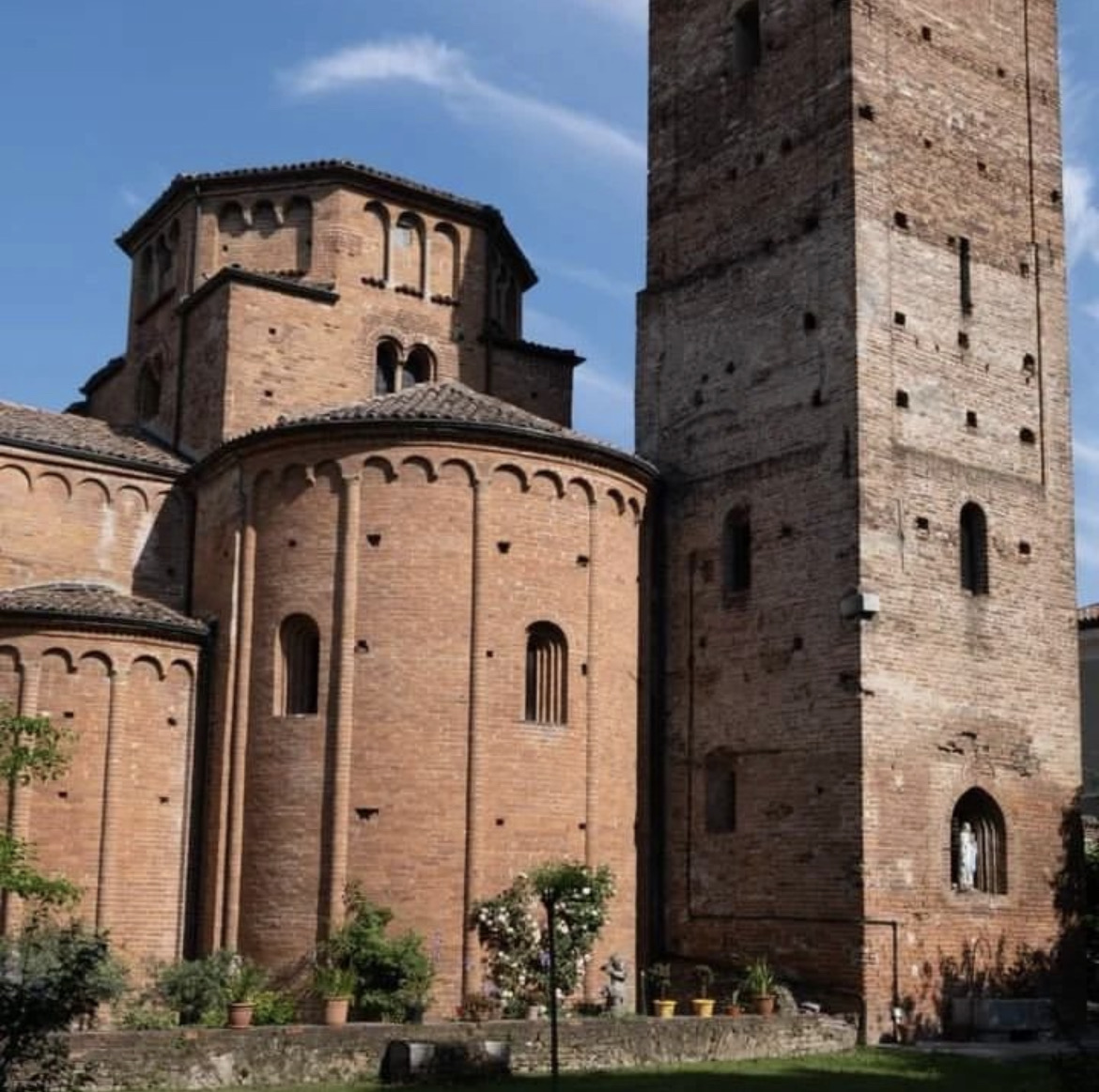
L’abside.
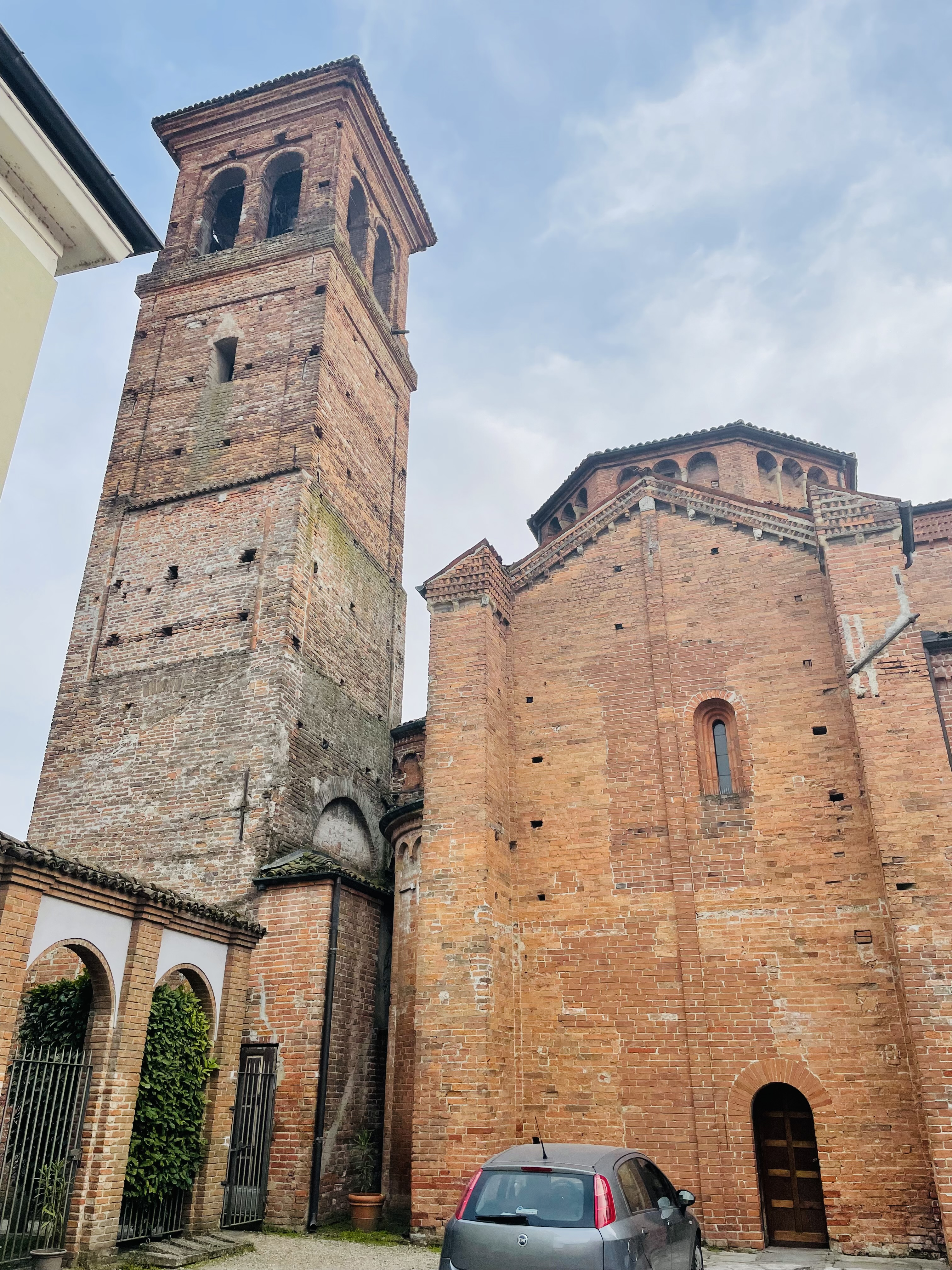
Il campanile (XVI secolo) e la facciata settentrionale.

## Descrizione
La chiesa di Santa Maria in Betlem sorse nel XII secolo sopra un precedente oratorio di età carolingia. Nel 1952, durante i restauri della chiesa furono individuati i resti dell’edificio di età carolingia e sul pavimento della chiesa è stato tracciato il perimetro del precedente luogo di culto.
Santa Maria in Betlem presenta, come molte altre chiese romaniche pavesi, la facciata a capanna, caratterizzata dal grande portale in arenaria a lieve strombatura. La facciata è conclusa da loggette cieche, archetti pensili intrecciati e da un motivo a dente di sega. Internamente, la chiesa è scandita da tre navate. Al termine della nave centrale il tiburio si raccorda alla cupola tramite i caratteristici pennacchi di tipo lombardo.
All'interno della prima cappella di sinistra, dentro un grande altare in marmo del Settecento, si trova la miracolosa statua lignea della Madonna della Stella, forse opera francese, la cui realizzazione è databile al XIII secolo. Gli affreschi della volta furono eseguiti da Paolo Barbotti nel 1851. Il campanile, risalente al XIII secolo, fu rialzato in età moderna.